# Katarzyna Ceklarz
Katarzyna Ceklarz (ur. 19 lutego 1983) – polska etnolożka i antropolożka kulturowa, dr nauk humanistycznych, starszy wykładowca na Akademii Nauk Stosowanych w Nowym Targu.

## Życiorys
Tytuł doktora w zakresie etnologii i antropologii kulturowej uzyskała na Uniwersytecie Jagiellońskim.
Jest starszym wykładowcą Akademii Nauk Stosowanych w Nowym Targu gdzie przekazuje wiedzę dot. dziedzictwa kulturowego regionu na kierunku „Turystyka i rekreacja”.
Ponadto jest przewodnikiem beskidzkim i tatrzańskim, współzałożycielką i sekretarzem Stowarzyszenia Kulturowy Gościniec w Rabce, członkiem Oddziału Polskiego Towarzystwa Ludoznawczego w Mszanie Dolnej od 2014 roku oraz członkiem zarządu głównego Polskiego Towarzystwa Ludoznawczego od 2019 r..

## Publikacje (lista niepełna)[6]
Książki
- Muzeum im. Wł. Orkana w Rabce – monografia, Kraków 2010 (recenzja)
- Babcyne korole. Z etnografii południowej Polski, COTG PTTK, Kraków, 2007, wydanie II 2012
- K. Ceklarz, J. Ceklarz, P. Kuczaj, J. Gaweł, H. Urbanowski, Złote lata Rabki-Zdroju, MOK Rabka, Rabka 2014
- K. Ceklarz, U. Janicka-Krzywda, Czary góralskie. Magia Podtatrza i Beskidów Zachodnich, TPN, Zakopane 2014
- Sebastian Flizak. Ludoznawca i etnograf na tle swojej epoki, Kraków 2019, s. 402
- Góralskie czary. Leksykon magii Podtatrza i Beskidów Zachodnich, 2024, s. 306

Artykuły
- PTT tworzy muzeum, w: 80 lat PTT-PTTK w Rabce-Zdroju, COTG PTTK, Kraków, 2008
- Ratownictwo w Rabce w strukturach PTT-PTTK,, [w:] 80 lat PTT-PTTK w Rabce-Zdroju, COTG PTTK, Kraków, 2008
- Koło Przewodników Beskidzkich i Terenowych rabczańskiego PTTK, [w:] 80 lat PTT-PTTK w Rabce-Zdroju, COTG PTTK, Kraków, 2008
- Z działalności Oddziału PTTK w Rabce, [w:] 80 lat PTT-PTTK w Rabce-Zdroju, COTG PTTK, Kraków, 2008
- Historia rabczańskiej fotografii, [w:] Almanach Nowotarski, nr 14, Nowy Targ 2010, s. 107–120
- Rzemiosło, przemysł i sztuka ludowa,, [w:] Kultura Ludowa Górali Spiskich, U. Janicka-Krzywda red., Kraków 2012, s. 145–172
- Rzemiosło, przemysł i sztuka ludowa,, [w:] Kultura Ludowa Górali Zagórzańskich, U. Janicka-Krzywda red., Kraków 2013
- Medycyna ludowa, [w:] Kultura Ludowa Górali Zagórzańskich, U. Janicka-Krzywda red., Kraków 2013
- Tradycje Pasterskie,, [w:] Kultura Ludowa Górali Zagórzańskich, U. Janicka-Krzywda red., Kraków 2013
- Muzealnictwo,, [w:] Kultura Ludowa Górali Zagórzańskich, U. Janicka-Krzywda red., Kraków 2013
- Kopia czy fałsz? Malarstwo na szkle Karola Oskwarka z Jabłonki, [w:] Rocznik Babiogórski 2013, s. 61–70
- Rabczański park,, [w:] „Zeszyty Rabczańskie”, nr 1, Rabka 2013, s. 9–27
- 25 lat Klubu Sportowego „Wierchy” (1941-1966) oczami Henryka Cieplińskiego,, [w:] „Zeszyty Rabczańskie”, nr 1, Rabka 2013, s. 71–89
- Nazewnictwo pasterskie,, [w:] Kultura pasterska w rejonie Babiej Góry. Materiały z konferencji zorganizowanej z okazji 29. „Babiogórskiej Jesieni” 20 września 2013 r., Zawoja 2013, s. 41–48
- Karpaccy magowie. Instytucja magów i czarowników wywodząca się z pasterskich tradycji Karpat., [w:] Kultura pasterska łuku Karpat i jej oddziaływanie na kulturę Babiogórców. Materiały z konferencji zorganizowanej z okazji 30. „Babiogórskiej Jesieni” 19 września 2013 r., Kraków-Zawoja 2014, s. 37–54
- Flisactwo i rybołówstwo,, [w:] Kultura Ludowa Górali Pienińskich, K. Ceklarz, U. Janicka-Krzywda red., Kraków 2014. s. 173–226
- Rzemiosło i sztuka, [w:] Kultura Ludowa Górali Pienińskich, K. Ceklarz, U. Janicka-Krzywda red., Kraków 2014, s. 279–352
- Dom wycieczkowy PTTK „Turbacz” w Rabce-Zdroju. Historia rodziny Klempków, [w:] „Zeszyty Rabczańskie” 2014, nr 2, s. 73–84
- Historia zdroju w prasie i reklamie w latach 1864–1939,, [w:] „Zeszyty Rabczańskie” 2014, nr 2, s. 109–130
- Bulanda – czarownik i znachor z Gorców w świetle badan etnograficznych z lat 1960–1966, [w:] Karpaty pełne czarów. O wierzeniach medycynie i magii ludowej Karpat Polskich, Ceklarz, R. Kowalski (red.), Nowy Targ 2015 s. 41–50
- Sebastian Flizak – pionier badań etnograficznych po północnej stronie Gorców, „Almanach Nowotarski”, 2015, nr 19, s. 223–232
- Nowotarskie gimnazjum oraz Nowy Targ w latach 1907–1913 we wspomnieniach dr. Sebastian Flizaka, „Almanach Nowotarski”, 2016, nr 20, s. 249–261
- Kultura ludowa, [w:] P. Sadowski, Gmina Lubień. Przyroda, dzieje, kultura, Lubień 2016, s. 459–514
- Badania terenowe Urszuli Janickiej-Krzywdy Próba rekonstrukcji, [w:], Urszula Janicka-Krzywda. Życie niebanalne, Barańska, W.A. Wójcik (red), Kraków 2017, s. 77–106
- Medycyna ludowe, [w:] Kultura ludowa Górali Żywieckich, red. K. Ceklarz, B. Rosiek, Kraków 2018, s. 381–420
- Goralen-Folklore an der polnisch-slowakischen Granze, „Religion&Gesellschaft in Ost und West”, 2021, nr 7-8, s. 21–23.

- Justyn Bulanda, A. Spiss, J. Święch (red.), t. IV, Wrocław 2014, s. 17–19
- Stanisław Dunin-Borkowski, A. Spiss, J. Święch (red.), t. IV, Wrocław 2014, s. 7–9
- Maria Lechowska-Bujak, red. K. Ceklarz, A. Spiss, J. Święch, Kraków 2019, t. V, s. 104–107
- Leonard Józef Pełka, t. VI, Kraków-Wrocław [w druku]
- Michał Marczak, t. VI, Kraków-Wrocław [w druku]
- Emil Kubala, t. VI, Kraków-Wrocław [w druku]

## Nagrody i odznaczenia[6]
- Odznaka honorowa „Zasłużony dla Kultury Polskiej”(2016);
- Brązowy Medal „Zasłużony Kulturze Gloria Artis” (2025)[7]
- Statuetką „Zasłużony dla kultury Górali Kliszczackich” (2017);
- „Medalem Pamiątkowym Podhala” (2020)[8];
- Tytułem „Osobowość Rabki-Zdroju” wraz z mężem Janem Ceklarzem (2021);
- Tytułem „Wierchowej Orlicy” (2021);
- Nagrodą Rektora PPUZ (w roku 2018, 2020, 2021).

## Życie prywatne
Związana z Janem Ceklarzem, prezesem Stowarzyszenia Kulturowy Gościniec w Rabce.